# الدين في ألبانيا

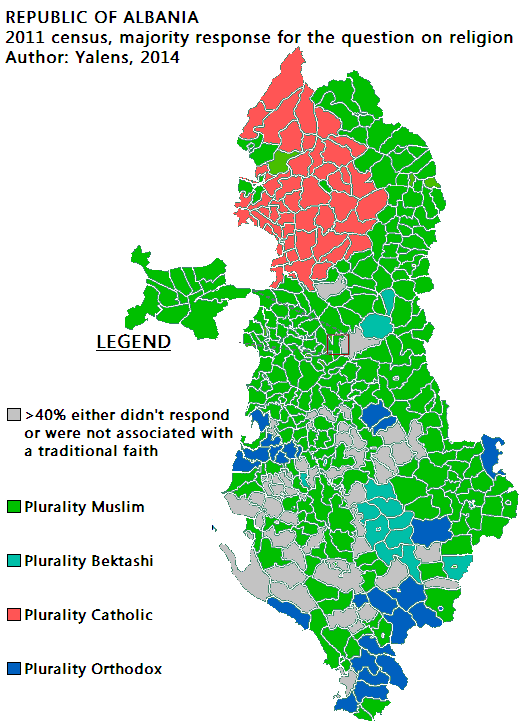

ألبانيا دولة علمانية حسب الدستور، وعلى هذا النحو فهي «محايدة في مسائل الاعتقاد والوجدان». الدين الأكثر شيوعًا في ألبانيا هو الإسلام (بشكل رئيسي المذهب السني والباكشاتي)، والدين الثاني الأكثر شيوعاً هو المسيحية (الأرثوذكسية والكاثوليكية والبروتستانتية). على الرغم من ذلك يوجد أيضاً العديد من الأشخاص غير المتدينين.
واجه المؤمنون عقوبات شديدة وقُتل العديد من رجال الدين المسيحيين، بعد أن أعلنت الحكومة الديكتاتورية الشيوعية السابقة أن ألبانيا أول دولة ملحدة في العالم.
تعتبر الممارسة الدينية متساهلة عمومًا، وقد أظهرت استطلاعات الرأي أن عدد الألبان الذين يعتبرون الدين عاملًا مهيمنًا في حياتهم قليل، بالمقارنة مع سكان بلدان أخرى. الإسلام الديانة الأكبر ويعتنقه نحو 58.79% على المذهب السني أما المسيحية 16.99% حسب إحصاءات عام 2011.
عند سؤال الألبان عن الدين، فإنهم يشيرون إليه كموروث ديني تاريخي لعائلاتهم لا كاختيارهم العقائدي. اليوم -وباعتبارها دولة علمانية- يتمتع المواطنون بحرية اختيار الدين من عدمه وكذلك تغيير عقيدتهم، الدين منفصل عن الوضع العام للدولة كما يبين الناس تأييدهم للعلمانية.

## التاريخ

### العصور القديمة
امتدت المسيحية إلى المراكز الحضارية في منطقة ألبانيا، والتي كانت حينها تتألف من إبيروس نوفا وجزء من جنوب اليريكوم، طوال الحقبة الأخيرة من الغزو الروماني، حيث كان ظهورها في المنطقة مبكرًا نسبياً.
كان القديس ستياوس أحد الشهداء ذوي المكانة، فقد كان مطران دايراشوم الذي صُلب في ظل الاضطهاد الذي تعرضت له المسيحية إبان حكم إمبراطور الرومان تراجان، كما لا ينبغي الاشتباه بين القديس اليوثيريوس (بطران ميسينا وإيليريا) والقديس بوب لاحقاً، استشهد القديس سالف الذكر مع والدته أثنيا في أثناء حملة هادريان المعارضة المسيحية.
بدءاً من القرن الثاني حتى القرن الرابع، كانت اللاتينية هي اللغة الرسمية لنشر الدين المسيحي، في حين اعتُمدت اليونانية في إبيروس ومقدونيا في القرنين الرابع والخامس، واللاتينية في بريفاليتانا وداردانيا. شهدت القرون اللاحقة بناء معالم مميزة على العمارة البيزنطية، مثل الكنائس في كوسينيي ومبوري وإبولونيا.
شارك الأسقفية المسيحيون بدورهم من ما أصبح لاحقاً ألبانيا الشرقية في مجمع نيقية الأول.

### العصور الوسطى
منذ أوائل القرن الرابع الميلادي، أضحت المسيحية الديانة المتبعة في الإمبراطورية الرومانية، لتحل بذلك محل الشرك الوثني وتتغير في مجملها إلى العالم الإنساني المرتقب والمؤسسات الموروثة من الحضارتين اليونانية والرومانية.
كانت المدونات الكنسية ضئيلة خلال الغزوات السلافية. وعلى الرغم من أن البلاد في عُهدة بيزنطة، بقي المسيحيون في المنطقة خاضعين لحكم البابا الروماني حتى عام 732. في ذات العام كان أساقفة المنطقة قد أظهروا دعمهم للجدل الدائر في روما حول الأيقونات، ما أثار حفيظة الإمبراطور البيزنطي الأيقوني ليو الثالث الشهير.